# Sala Pod Orłem na Wawelu

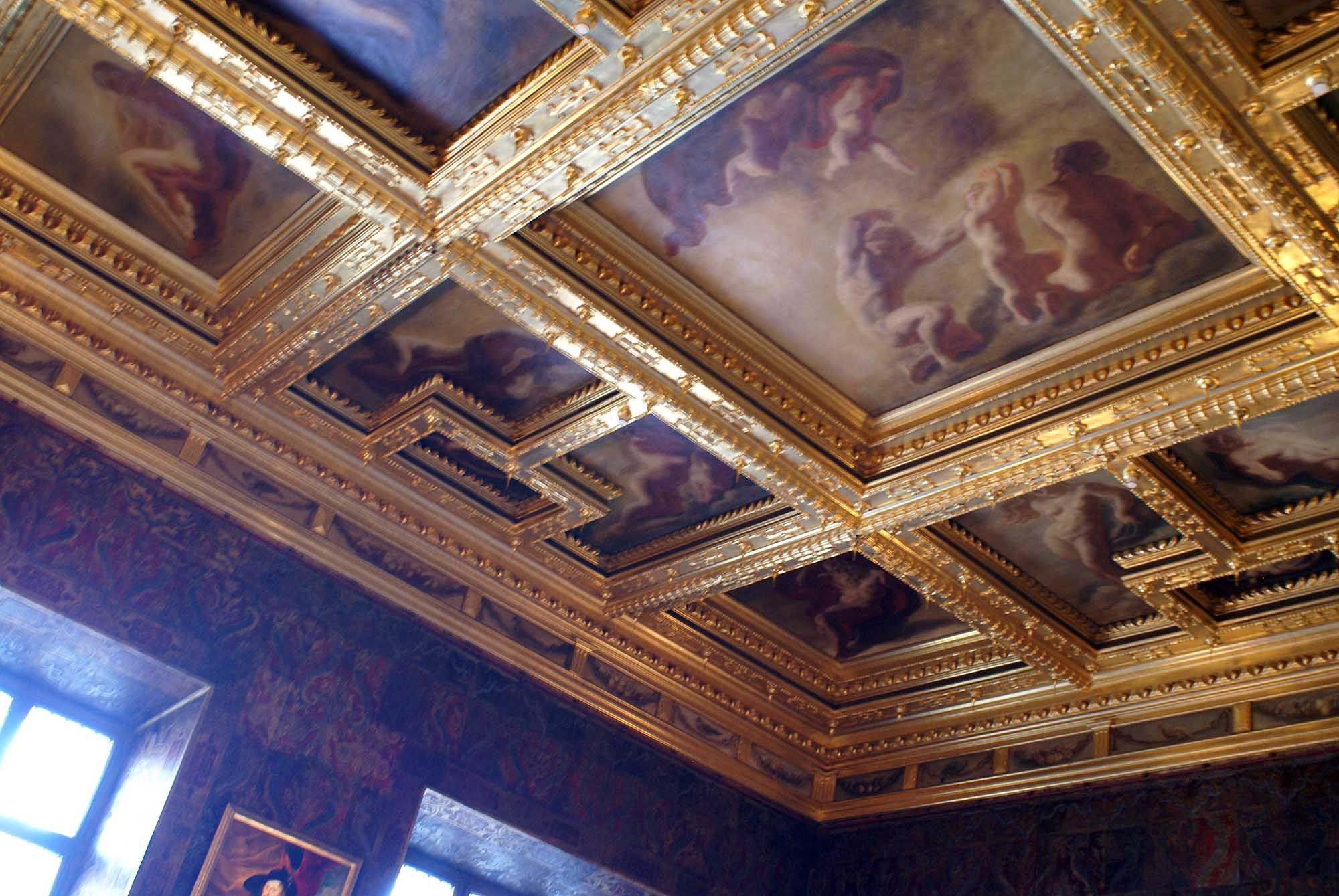
Strop w Sali pod Orłem

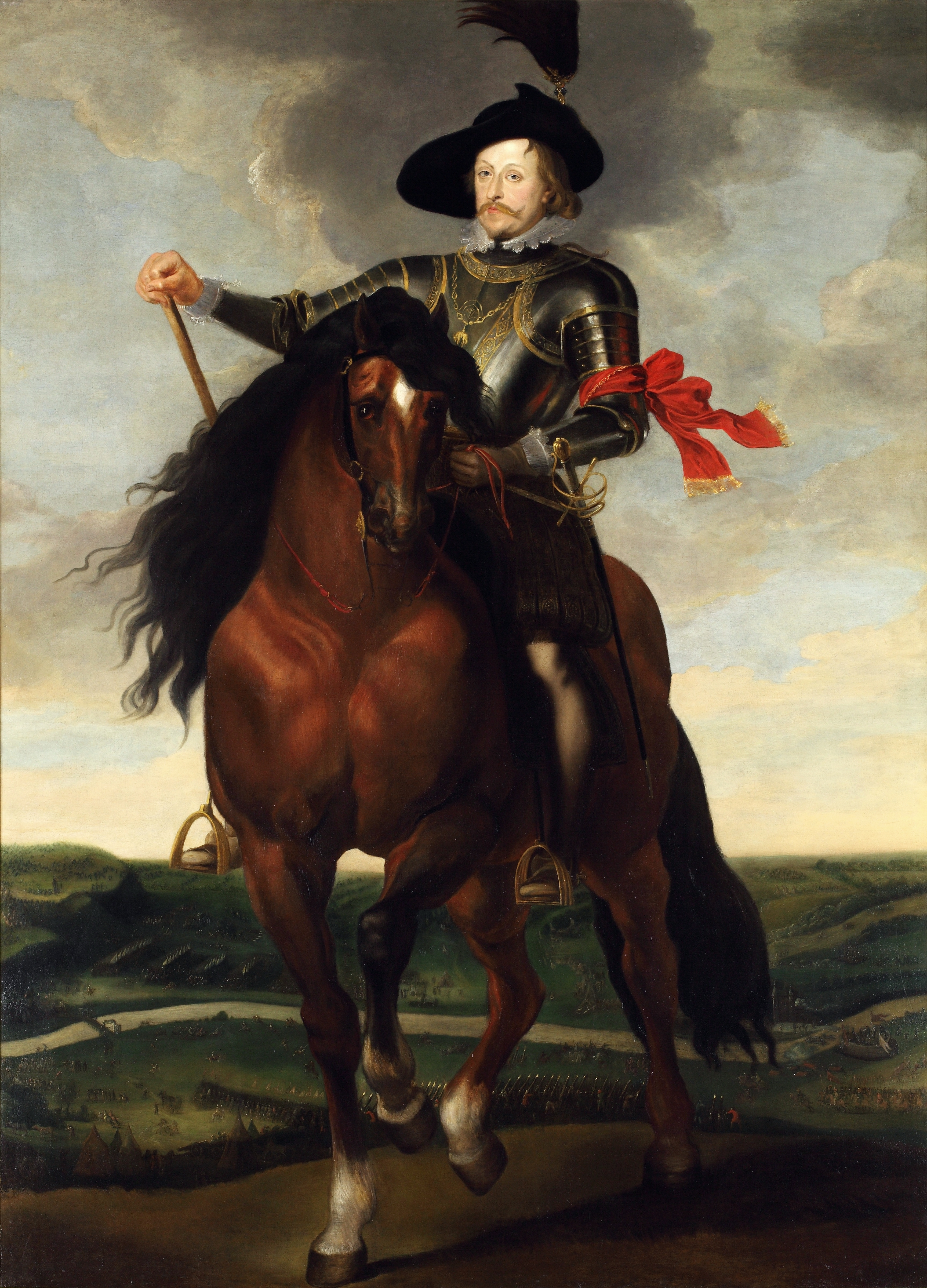
Portret konny królewicza Władysława Zygmunta Wazy pędzla malarza z kręgu Rubensa

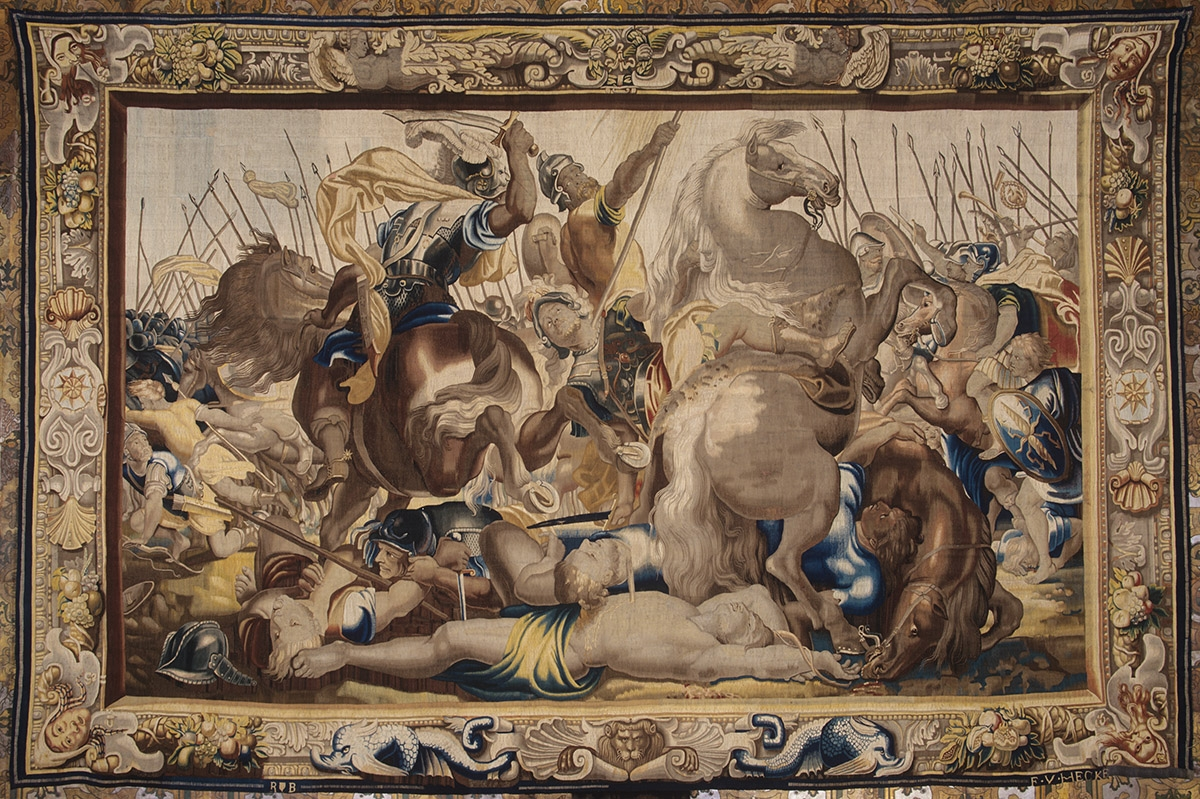
Śmierć Deciusa Musa utkany wg. kartonu Rubensa

Sala Pod Orłem – jedna z komnat Zamku Królewskiego na Wawelu, wchodząca w skład ekspozycji Reprezentacyjne Komnaty Królewskie na Wawelu. Pierwotny strop z rzeźbionym orłem nie zachował się i w okresie międzywojennym został zastąpiony nowym. 
Znajduje się tu m.in. obraz Wjazd Jerzego Ossolińskiego do Rzymu, wykonany zapewne we Włoszech (1633), w oparciu o rycinę Stefana della Belli, a także gobelin Śmierć Deciusa Musa utkany według kartonu Rubensa oraz portret konny królewicza Władysława Zygmunta Wazy, autorstwa malarza z kręgu Rubensa.